# Yvette d'Entremont (auteure-compositrice-interprète)
Ne doit pas être confondu avec Yvette d'Entremont.
Yvette Marie d’Entremont, née Yvette Marie Saulnier le 4 juillet 1963 à Yarmouth, Nouvelle-Écosse, est une auteure-compositrice-interprète, réalisatrice, dramaturge et cinéaste acadienne. 

## Biographie
Ses parents sont Paul Saulnier, enseignant et pianiste-compositeur, et Marie-Cathérine Saulnier (née MacNeil) (1934-2008), également enseignante. Sa grand-mère maternelle Laure Irène MacNeil (1896-1969) était enseignante, raconteuse, chanteuse et contributrice aux recueils folkloriques de Helen Creighton,,.  Elle grandit dans le village de Pubnico-Ouest.

### Éducation
Elle complète ses études primaires et élémentaires à l’École consolidée de Pubnico-Ouest en 1977 et ses études au niveau secondaire à l’École consolidée de Ste-Anne-du-Ruisseau.
Elle détient un baccalauréat ès arts, concentration en français, et un baccalauréat en éducation de l’Université Acadia à Wolfville, Nouvelle-Écosse, diplômée en 1985. Elle a aussi suivi des cours à l'Université de Moncton et l'Université Sainte-Anne.

### Carrière
Yvette d'Entremont commence sa carrière en 1985, en enseignant surtout  le français, l’art dramatique et la musique, notamment à l'École Pubnico-Ouest, l'École secondaire de Par-en-Bas à Tusket et l'École Belleville.
Elle participe à un projet de la Fédération canadienne des enseignantes.enseignants nommé « Pédagogie à l'école de langue française » (PELF) avec mandat de rassembler un groupe d'enseignants pancanadiens et de créer des capsules vidéos pour aider les enseignants du français en milieu minoritaire,.  
En 2015, elle est embauchée pour un terme de 5 mois par le Conseil scolaire catholique MonAvenir au sud-est de l'Ontario comme consultante en art dramatique dont elle assume le rôle de direction artistique,,,. Elle réalise l'écriture et la performance d'une comédie musicale Noé avec les élèves de l’École secondaire catholique Saint-Frère-André.  
Elle prend sa retraite de l'enseignement en 2018. Elle retourne à l'École Pubnico-Ouest en mai 2024 comme animatrice dans le programme GénieART de la Fédération culturelle acadienne de la Nouvelle-Écosse. Elle travaille avec les élèves de la 5e et 6e année pour écrire une chanson originale « L'hiver est awesome ».

## Œuvres artistiques

### Musique
En mai 1998, Yvette participe au Gala de la chanson de la Nouvelle-Écosse et gagne le prix Radio-Canada dans la catégorie auteur-compositeur-interprète. Elle se mérite aussi le prix Fondation SOCAN.
En 2003, elle lance son premier album éponyme Yvette d’Entremont qui contient principalement des chansons originales. Son deuxième album Mes deux souliers, lancé en 2004, contient des chansons originales ainsi que trois chansons traditionnelles.  
En 2013, elle lance un troisième disque La voix de la mer, une bande originale des chants de la comédie musicale qu'elle a écrite et mise en scène. Ce disque met en vedette les comédiens-chanteurs de la comédie musicale du même nom, montée en 2013. 
Elle partage sa musique sur les plans local, provincial et international, notamment au concert célébrant le 350e anniversaire de Pubnico avec l’Orchestre symphonique de la Nouvelle-Écosse (Symphony Nova Scotia) et son père pianiste Paul Saulnier en octobre 2003,, une tournée dans les écoles du CSAP avec l'orchestre Stadacona Band des Forces maritimes de l'Atlantique (septembre 2005), et comme artiste invitée au Festival Acadie en Ré, à l’Île de Ré, France, en aout 2006. 
En août 2023, elle se produit pendant le festival La semaine acadienne à Courseulles, en Normandie, dans trois soirées cabaret avec d'autres artistes de la Nouvelle-Écosse et de la France : le 8 août à Une soirée pour Gerry Boudreau, le 9 août à Concert pour la Paix et le 11 août à Une soirée en Nouvelle-Ecosse.
Elle participe au projet Coeur d'artiste du Regroupement des aînés de la Nouvelle-Écosse (RANE) et de la Fédération culturelle acadienne de la Nouvelle-Écosse (FéCANE).  Ce projet de 2020 inclut une série de spectacles virtuels de musiciens et chanteurs acadiens âgés de 50 ans et plus. Le spectacle virtuel d'Yvette est diffusé en ligne le 21 avril 2020. 

### Théâtre
Elle écrit et dirige des pièces de théâtre avec ses élèves à l’École Pubnico-Ouest et à l’École secondaire de Par-en-Bas. Entre 1993 et 2018, elle réalise plusieurs pièces de théâtre avec ses élèves, notamment  : Les misérables (adapté), (1993); Aladin; Christophe Colomb - 1492 (1997); Tous pour un (1999); Le Titanic (2000), Musica (2002), Jean et Juan.
En 2003, elle joue le rôle d'Annelle dans la production en anglais de Steel Magnolias du Yarmouth Drama Society. 
En 2009, elle est metteur en scène, productrice et comédienne dans la comédie musicale Roméo et Juliette du compositeur Gérard Presgurvic.
En 2011, elle monte, avec ses élèves, un spectacle de style cabaret intitulé Café Paris,. 
Elle a aussi écrit et dirigé des pièces de théâtre avec des gens de la communauté acadienne de la région. En avril 2013, elle présente sa propre comédie musicale La voix de la mer avec chansons et textes originaux à Tusket, Nouvelle-Écosse,.  En août 2014, elle voyage avec sa troupe pour présenter la pièce à Saint-Aubin-sur-Mer, Normandie, pendant le festival La Semaine acadienne,.
En juin 2022, elle réalise la production de sa comédie musicale humoristique Nelson dormait avec une troupe d'adultes. Le titre de la pièce est inspiré d'une chanson opératique Nessun Dorma. En plus d'être metteuse en scène, elle est comédienne-chanteuse dans une troupe d'une vingtaine de comédiens et chanteurs.

« J’ai toujours voulu faire quelque chose de drôle en mariant la musique classique avec des paroles parodiées, des paroles drôles. »

— Yvette d'Entremont
En août 2024, elle organise deux présentations pour le public d’une nouvelle version de La voix de la mer pendant le Congrès mondial acadien 2024.

### Cinéma
En mars 2023, elle présente la première de son film documentaire Raconte-moi un souvenir à Tusket, Nouvelle-Écosse. Ce projet, filmé en collaboration avec la Fédération culturelle acadienne de la Nouvelle-Écosse, présente des interviews avec huit personnes aînées (de 81 à 94 ans) qui parlent de leur jeunesse et de leurs souvenirs. Le film inclut des reconstitutions dramatiques de ces histoires par des enfants du village,,,.  Elle participe à la projection de ce film en Normandie, France, en août 2023,.

### Projets collaboratifs
Elle assume la co-direction artistique avec Ronald Bourgeois du spectacle de clôture du Congrès mondial acadien 2024, L'Au revoir, présenté à Wedgeport, Nouvelle-Écosse, le dimanche 18 août 2024, avec la participation de la chorale de la Voix de la mer.  
En 2022, Yvette décide d'organiser un concert virtuel pour rendre hommage à Gerry Boudreau, un musicien et auteur-compositeur, originaire de Wedgeport, Nouvelle-Écosse, décédé en France le 3 mars 2021. Le spectacle Concert pour Gerry regroupe une trentaine d'artistes acadiens de la Nouvelle-Écosse. Elle collabore avec Ronald Bourgeois sur la production de ce spectacle diffusé initialement le 3 mars 2022 sur YouTube,.  Le 8 août 2023, elle participe à une soirée cabaret Une soirée pour Gerry Boudreau avec plusieurs chanteurs et musiciens pendant le festival La semaine acadienne en Normandie. 
Elle agit comme consultante pour la section de chansons acadiennes du livre Traditional Folk Songs from the collection of Dr. Helen Creighton compilé par Clary Croft, auteur-compositeur-interprète et archiviste pour Helen Creighton:   

« Perhaps no one else in this book comes close to carrying on the traditional songs of her ancestors as Yvette. Her great-grandmother, grandmother, and mother all sang songs for Helen. Yvette's grandmother, Laure Irène MacNeil, née Pothier, became a friend of Helen's who opened up the door to helping her understand the rich Acadian musical heritage from the Pubnicos, in NS. Yvette continues this legacy. A retired music educator, she is an accomplished musician and composer, recording artist and a true keeper of the Acadian language in song and story. »

— Clary Croft, page « Editors and Cultural Advisors' Biographies »

### Projets futurs
Yvette d'Entremont prépare un livre sur son arrière-tante qui était infirmière pendant la Seconde Guerre mondiale, une production musicale Dors, dors, le p’tit bibi et une suite à Nelson dormait intitulée L’enterrement,. Elle travaille aussi sur une pièce de théâtre, Il était une fois un piano qui mettra en vedette des grands pianistes compositeurs ainsi que son père pianiste Paul Saulnier.
Deux présentations de la comédie musicale La Voix de la mer sont prévues pour le 9 et 12 août 2025 à Courseuilles-sur-mer, pendant le 20e anniversaire de La Semaine acadienne,.  Deux présentations intitulées Les grandes comédies musicales par les artistes de la troupe de la Voix de la mer sont prévues pour le 11 et le 14 août 2025, aussi à Courseulles-sur-mer,.

## Prix et distinctions
Yvette d'Entremont est nommée plusieurs fois et est récipiendaire de plusieurs prix. 
- 1995 – gagnante du concours de la chanson thème du Festival acadien Chez-nous à Pombcoup pour La Voix de la mer[49],[50],[51].
- 1998 – gagnante du prix Radio-Canada dans la catégorie auteure-compositrice-interprète du Gala de la chanson de la Nouvelle-Écosse ainsi que le prix Fondation SOCAN[17].
- 2002 – reçoit une plaque de la Commission nationale des parents francophones pour sa contribution à l'avancement de l'éducation en français, présentée par la Fédération des parents acadiens de la Nouvelle-Écosse[52].
- 2003 – en nomination dans la catégorie artiste/groupe francophone de l'année de Music Nova Scotia pour l’album Yvette d’Entremont[53].
- 2005 – en nomination dans la catégorie de l’enregistrement francophone de l’année de Music Nova Scotia pour l’album Mes deux souliers.
- 2006 – en nomination pour un prix East Coast Music Awards dans la catégorie de l’enregistrement francophone de l’année pour l’album Mes deux souliers[54].
- 2009 – reçoit le prix d'enseignante de l'année du Conseil scolaire acadien provincial[55].
- 2014 – en nomination pour un prix Music Nova Scotia pour l'artiste acadien/francophone de l'année, présenté par la Fédération culturelle acadienne de la Nouvelle-Écosse[56].
- 2018 – inclusion dans la liste de 150 œuvres marquantes de l’Acadie de la Nouvelle-Écosse dans les 150 année précédentes, catégorie des arts de la scène, pour la comédie musicale Roméo et Juliette[57].
- 2022 – en nomination pour le Prix de l’Acadie de Music Nova Scotia[58].
- 2022 – reçoit la Médaille du jubilé de platine de la reine Elizabeth II[59].
- 2023 – en nomination pour le Prix de l’Acadie de Music Nova Scotia[60].
- 2023 – Prix Hommage en développement culturel de la Fédération culturelle acadienne de la Nouvelle-Écosse (FéCANE)[41],[61].

« Que ça soit en tant qu'auteure-compositrice-interprète, dramaturge, enseignante ou directrice artistique, ses talents et son dynamisme ont eu un grand impact positif sur la communauté. »

— Natalie Robichaud, vice-présidente de la FéCANE
- 2024 – Le ministre des Affaires acadiennes et de la Francophonie de la Nouvelle-Écose, Colton LeBlanc, félicite Yvette d'Entremont à l’Assemblée législative de la Nouvelle-Écosse le 10 septembre 2024 pour sa présentation de la Voix de la mer pendant le Congrès mondial acadien en août 2024[62].